# Święty Meinard
Święty Meinard, (łot. Svētais Meinards; ur. między 1130 a 1140, zm. prawdopodobnie 14 sierpnia 1196) – pierwszy biskup Liwonii w diecezji Uexküll (1186–1196) (później archidiecezja ryska). Jego życie zostało opisane w Kronice Henryka Łotysza. Pochowany został w katedrze w Rydze.

## Życiorys i działalność

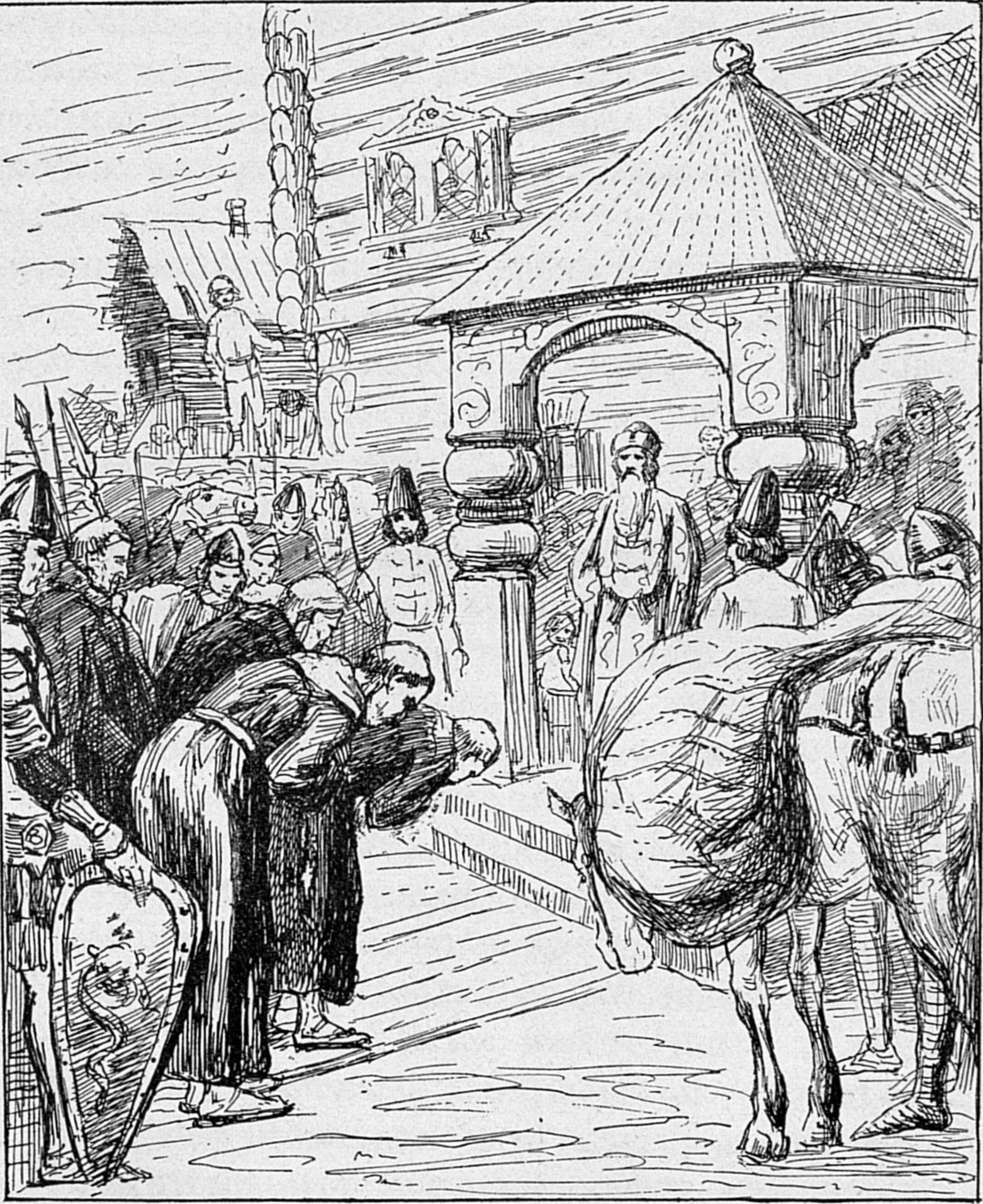
Meinard u kniazia połockiego Włodzimierza

Przyjmowanie chrześcijaństwa przez zamieszkującą Liwonię ludność rozpoczęło się z przybyciem kanonika Meinarda (po niem. Meinhard) z Segebergu. Dzięki niemu w Liwonii powstał Kościół, a w 1186 roku została ustanowiona diecezja Ikšķile (niem. Uxkiill), od 1255 roku archidiecezja ryska, istniejąca do czasów reformacji, wznowiona w XX wieku. Data i miejsce urodzenia, oraz narodowość apostoła Liwonii nie są znane. Według Kroniki Henryka Łotysza Meinard na początku swej działalności misyjnej wśród ludów bałtyckich mógł mieć około pięćdziesięciu lat, co sugerowałoby datę jego urodzin około roku 1130. Meinard przez większą część swego życia był laterańskim zakonnikiem w opactwie Segeberg w Holsztynie w Wagrii, kraju zachodnich Słowian, skolonizowanym przez osadników niemieckich. Sytuację na terenie Liwonii Meinard poznał dzięki kontaktom z lubeckimi kupcami docierającymi wówczas drogą morską na wschodnie wybrzeża Bałtyku. Według Kroniki Henryka Łotysza, Meinard postanowił podjąć misję ewangelizacyjną nad Bałtykiem.
Około roku 1182 dotarł on do ujścia Dźwiny, gdzie rozpoczął działalność misyjną. Do Meinarda prawdopodobnie dołączyli inni misjonarze z Niemiec. W 1184 roku uzyskali oni oficjalne pozwolenie na działalność od księcia Połocka i od tamtejszego biskupa (prawdopodobnie prawosławnego). Osiedlili się w Ikšķile, na prawym brzegu Dźwiny. Wybudowali tam kościół drewniany, a później kamienny. Swoją misję polecili orędownictwu Matki Bożej. Meinardowi wkrótce udało się nawrócić i ochrzcić dwie zamożne osobistości z Ikšķile, za których przykładem poszli inni. W zamian za przyjęcie chrztu Meinard zaproponował Liwom zbudowanie zamku obronnego. Liwowie zgodzili się i wkrótce został zbudowany zamek oraz kościół pod wezwaniem Matki Bożej.

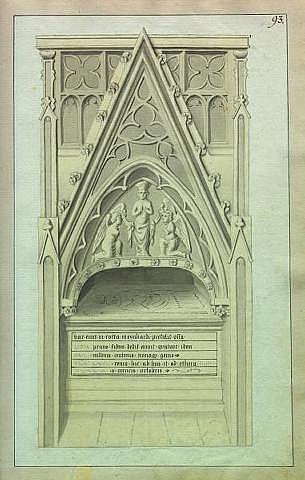
Nagrobek św. Meinarda w katedrze w Rydze

Starania pierwszych biskupów, Meinarda i Alberta, aby Liwonię poświęcić Matce Bożej, potwierdził papież Innocenty III na IV Soborze Laterańskim w 1215 roku ogłaszając nowo ochrzczoną ziemię „Ziemią Maryi” („Terra Mariana”). Wysiłki Meinarda pozytywnie ocenił arcybiskup Bremy Hartwig II von Utlede, który dał mu pozwolenie na działalność misyjną na ziemiach nadbałtyckich i udzielił sakry biskupiej, zatwierdzonej w 1188 roku przez papieża Klemensa III; papież włączył nową diecezję Ikšķile do sufraganii Bremy. W roku 1214 biskup Albert uwolnił się od zależności od Bremy, a diecezja ryska została od tego momentu podporządkowana bezpośrednio Rzymowi.
Meinard zorganizował w Segebergu ośrodek formacyjny dla misjonarzy, których następnie sprowadzał do Ikšķile, gdzie założył wspólnotę kanoników regularnych żyjącą według reguły św. Augustyna. Papież Klemens III w liście z 10 kwietnia 1190 roku pozytywnie ocenił działalność misyjną Meinarda, a następny papież, Celestyn III, rozszerzył uprawnienia Meinarda do prowadzenia działalności ewangelizacyjnej. W ostatnich latach życia biskup Meinard musiał przeciwstawić się ludności pogańskiej, nie akceptującej zasad moralności chrześcijańskiej w życiu rodzinnym i obawiającej się, iż napływ misjonarzy i cudzoziemców doprowadzi do zajęcia ich ziem. Biskup Meinard razem z innymi misjonarzami postanowił na pewien czas wrócić do Niemiec, po czym, pomimo skomplikowanej sytuacji politycznej, znów powrócił do Liwonii. 27 kwietnia 1193 papież Celestyn III zaaprobował działalność Meinarda i polecił mu kontynuowanie misji, co Meinard czynił przez kolejne dwa lata. Zmarł prawdopodobnie 14 sierpnia 1196 roku. Został pochowany w kościele w Ikšķile.
W roku 1226 z inicjatywy biskupa Rygi Alberta, w obecności legata papieskiego i wszystkich biskupów Liwonii, prochy biskupa Meinarda zostały przewiezione z Ikšķile do nowej katedry Wniebowzięcia Najświętszej Maryi Panny w Rydze.

## Świętość Meinarda
Opinia o świętości biskupa Meinarda zachowała się w kronice Henryka Łotysza. Ogłoszenie Meinarda świętym nastąpiło w czasie, gdy możliwość kanonizacji nowych świętych przysługiwała jeszcze biskupom (niekiedy prosili oni papieża o zgodę, ale nie było to konieczne). W tamtych czasach możliwe było dokonanie kanonizacji za pośrednictwem listu. Wszystkie potrzebne wówczas do kanonizacji elementy znalazły się liście papieża Innocentego III z 31 stycznia 1208 roku, napisanym po zabiciu w 1206 roku przez pogan dwóch pierwszych nowo ochrzczonych przez Meinarda Liwów, Kirijana i Laijana.
Dopiero w 1234 roku papież Grzegorz IX wydał dekret Audivimus, włączony do pierwszego oficjalnego kodeksu prawa kościelnego, który ustanawiał, że prawo ogłaszania nowych świętych przysługuje jedynie papieżowi. Przez kolejne stulecia kwestia świętości Meinarda nie była jednoznaczna, a wiele źródeł historycznych i świadectw o jego kulcie uległo zniszczeniu, zwłaszcza w czasie reformacji i podczas II wojny światowej. Odnowienia czci świętego Meinarda dokonał papież Jan Paweł II podczas swej pielgrzymki na Łotwę 8 września 1993 roku w katedrze św. Jakuba w Rydze ustanawiając zarazem 14 sierpnia świętem ku czci św. Meinarda.

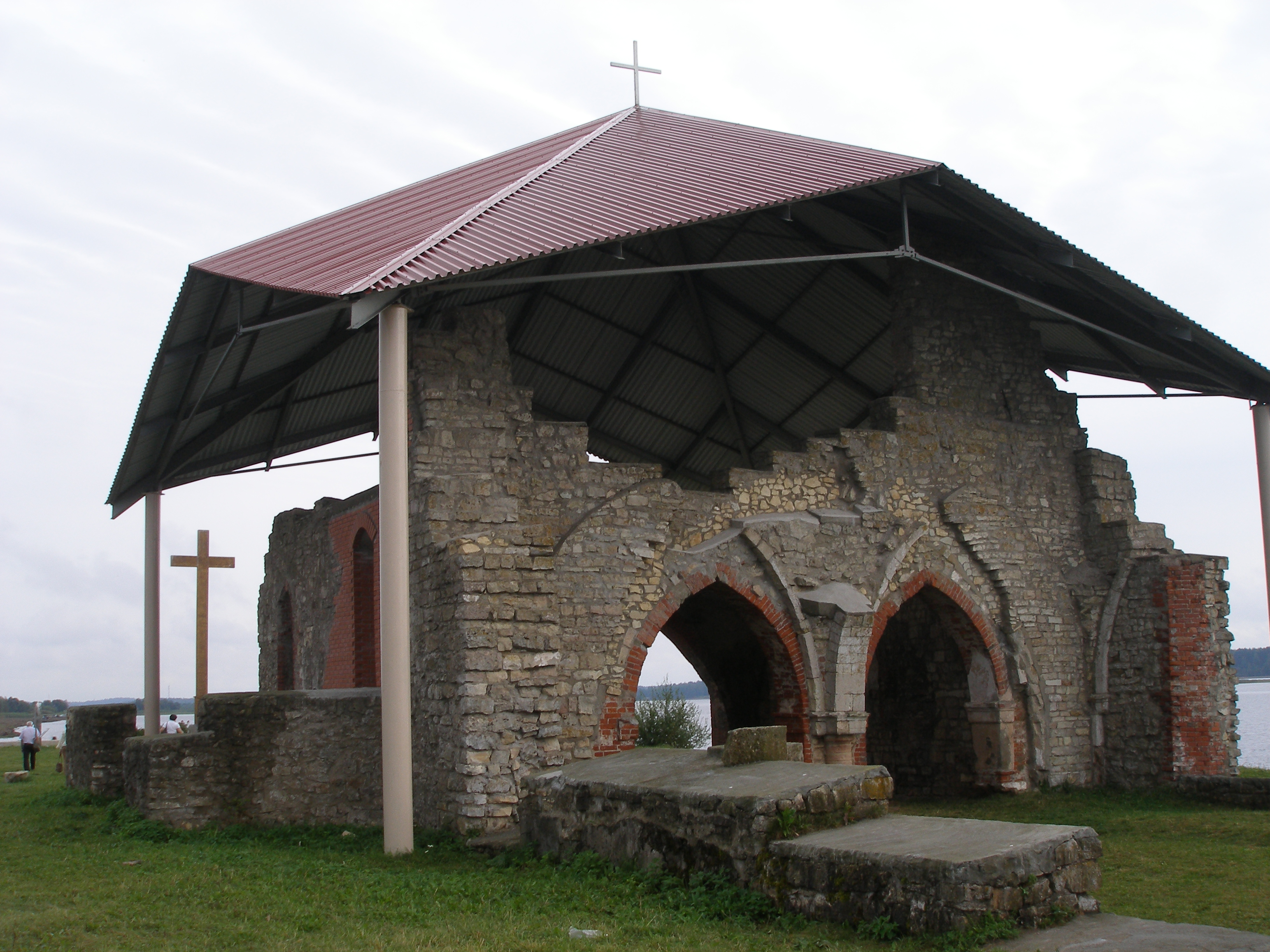
Kompleks ruin kościoła w Ikšķile

Zachowały się ruiny zbudowanego przez Meinarda kamiennego kościoła na wyspie koło Ikšķile, nawiedzanego przez niektóre grupy pielgrzymów w drodze do sanktuarium Matki Bożej Agłońskiej. 4 października 1999 roku zarząd miasta Ikšķile postanowił nadać wyspie nazwę św. Meinarda, a kompleks ruin uznać za jego sanktuarium. Z inicjatywy kościoła katolickiego na Łotwie w 2000 roku na wyspie ustawiono krzyż, poświęcony 20 sierpnia tego samego roku przez arcybiskupa Rygi, Jānisa Pujatsa.